# Eurithia consobrina
Eurithia consobrina là một loài ruồi trong họ Tachinidae.